# Mangora passiva
Mangora passiva là một loài nhện trong họ Araneidae.
Loài này thuộc chi Mangora. Mangora passiva được Octavius Pickard-Cambridge miêu tả năm 1889.